# Zeichenschule
Zeichenschulen waren mit der einsetzenden Industrialisierung im 18. Jahrhundert geschaffene Ausbildungsstätten zur Hebung der handwerklichen und künstlerischen Ausbildung der Handwerkerschaft. Sie entstanden auf Initiative von Fürsten und Unternehmern. Diese Institute, die zunächst vornehmlich als Sonntags- und Abendschulen organisiert waren, schuf man neben den akademisch ausgerichteten Kunstschulen.
Bekannte Zeichenschulen waren
- Zeichenschule für Handwerkslehrlinge (1716) gegründet von Johann Daniel Preißler in Nürnberg
- Zeichenschule Pforzheim (1767),
- Großherzoglich Hessische Academie der Zeichenkunst in Hanau (1772)
- Fürstliche freie Zeichenschule Weimar (1776),
- Zeichenschule der Hamburgischen Gesellschaft zur Beförderung der Küste und nützlichen Gewerbe,
- Elementar-Zeichenschule für Bauleute und Professionalisten, Köln, (1786) von Egidius Mengelberg
- Zeichenschule für Handwerker an der Akademie der Künste Berlin (1786)
- Zeichenschule Magdeburg (1793).

Im 19. Jahrhundert erfolgte eine Differenzierung dieser Einrichtungen in  Kunstgewerbeschulen, Gewerbeschulen, oder auch Werkkunstschulen. Im 20. Jahrhundert gingen sie in Hochschulen bzw. Fachhochschulen auf.